# Camillo Sbarbaro
Camillo Sbarbaro (1888-1967) va ser un poeta i escriptor italià i un apassionat estudiós dels líquens.
Va néixer el 12 de gener del 1888 a Santa Margarita de Ligúria. El seu pare Carlo era un enginyer i arquitecte.Li tenia molta afecció i li va dedicar dos poemes molt conegudes al seu recul Pianissimo (1914). La seva mare Angiolina Bacigalupo, que tenia di tubercolosi va morir quan només tenia cinc anys.
Va morir el 31 d'octubre de 1967 a Savona (Itàla).

## Obres

### Poesia
- Resine, Caimo, Gènova, 1911
- Pianissimo, Edizioni de La Voce, Florència, 1914
- Trucioli (1914-1918), Vallecchi, Florència, 1920
- Liquidazione (1914-1918), Ribet, Torí, 1928
- Rimanenze, All'Insegna del Pesce d'Oro, Milà, 1955
- Primizie, Scheiwiller, Milà, 1958

### Prosa
- Fuochi fatui, All'insegna del Pesce d'Oro, Milà, 1956
- Scampoli, Vallecchi, Florència, 1960
- Gocce, Scheiwiller, Milà, 1963
- Quisquilie, Scheiwiller, Milà, 1967